# Ивлев, Игорь Александрович
Игорь Александрович Ивлев (31 мая 1941, Рязань) — Заместитель начальника департамента природопользования и промышленного комплекса аппарата правительства РФ, бывший и. о. главы администрации Рязанской области.

## Биография
Родился 31 мая 1941 в Рязани в семье учителей.
Отец погиб во время Великой Отечественной войны на фронте в Чехословакии.
После окончания школы работал на заводе.
В 1965 окончил сельскохозяйственный институт по специальности «инженер-механик».
После окончания института работал в сельском хозяйстве области, затем на руководящей советской и партийной работе.
Был председателем райисполкома Ухоловского района, заместителем председателя райисполкома Рязанского района.
С 1983 учился в Академии общественных наук при ЦК КПСС.
С 1987 по 1994 преподаватель, старший преподаватель, доцент этой академии. Кандидат наук.
До 1994 года инструктор отдела Совмина РСФСР (затем Правительства РФ).
В марте 1994 года назначен начальником областного управления сельского хозяйства и продовольствия Рязанской области, заместителем главы администрации области.
С 15 октября 1996 года исполнял обязанности главы администрации Рязанской области, но 8 декабря проиграл выборы аудитору Счётной палаты Любимову В. Н.
После этого был назначен заместителем начальника департамента природопользования и промышленного комплекса аппарата правительства РФ.
Имеет дочь.